# Drapeau de la Syrie
Le drapeau de la Syrie est le drapeau national de la Syrie. Il est composé de trois bandes superposées, une verte, une blanche et une noire. Sur la bande blanche figurent trois étoiles à cinq branches rouges.  
Emblème de la rébellion syrienne depuis 2011, il est devenu, depuis la chute du régime Assad le 8 décembre 2024, le drapeau officiel de l'État syrien. Ce drapeau avait déjà été le drapeau national sous la Première République syrienne, quoiqu'avec des proportions légèrement différentes. Il remplace le drapeau utilisé depuis 1980 dans la Syrie baasiste. 
La couleur verte du drapeau représente les Rachidun, le blanc les Omeyyades et le noir les Abbassides. À l'origine, les trois étoiles rouges représentaient les trois districts de la Syrie : les États d'Alep, de Damas et de Deir ez-Zor.

## Drapeaux historiques

Drapeau du Parti Baas syrien.

| Années d'utilisation | Drapeau | Régime                                                          | Commentaire |
| -------------------- | ------- | --------------------------------------------------------------- | --- |
| mars-juillet 1920    |         | Royaume arabe de Syrie                                          | Premier drapeau utilisé par les Syriens, lorsque l'indépendance est proclamée par Fayçal Ier d'Irak. Il s'agit du drapeau de la révolte arabe, avec une étoile blanche à sept branches. |
| juillet-août 1920    |         | Mandat français en Syrie                                        | Après avoir repris le contrôle du pays, les Français changent le drapeau en un croissant blanc centré sur fond bleu azur avec au canton le drapeau de la France. |
| 1922-1932            |         | Fédération syrienne puis État de Syrie puis République syrienne | Un mois plus tard, le drapeau change à nouveau et se compose à présent de trois bandes horizontales verte, blanche et verte, avec toujours le drapeau français au canton. Il est utilisé par la Fédération syrienne (1922-1924), puis l'État de Syrie (1925-1930), puis la République syrienne entre 1930 et 1932, à côté des drapeaux des différents États et territoires sous protectorat (voir plus bas).                                               |
| 1932-1958            |         | République syrienne                                             | Ce drapeau est hissé pour la première fois à Alep en 1932, et est officiellement adopté en 1936, à la suite du traité conférant une semi-indépendance à la Syrie. Il reprend les couleurs panarabes avec trois étoiles à cinq branches représentant les districts d'Alep, Damas et Deir ez-Zor. C'est ce drapeau qui est adopté lors de l'indépendance complète du pays, en 1946.                                                                          |
| 1958-1961            |         | République arabe unie                                           | La République arabe unie est créée par l'union de l'Égypte nassérienne et de la Syrie. Elle adopte le drapeau rouge-blanc-noir de l'Égypte, avec deux étoiles vertes représentant ses deux États constitutifs. |
| 1961-1963            |         | République arabe syrienne                                       | Après la rupture de la République arabe unie, la Syrie reprend brièvement son ancien drapeau. |
| 1963-1972            |         | République arabe syrienne                                       | La dictature militaire prend le pouvoir en 1963, et porte le parti Baas au pouvoir en Syrie. Le pays adopte alors un drapeau rouge-blanc-noir identique au drapeau irakien alors en usage, avec trois étoiles vertes symbolisant l'Égypte, la Syrie et l'Irak dont les rumeurs d'union ne se sont par la suite pas confirmées officiellement. Le drapeau égyptien comportait alors deux étoiles.                                                           |
| 1972-1980            |         | Union des Républiques arabes                                    | En 1972, les trois étoiles centrales sont remplacées par le faucon d'or (dit « de Quraych ») au centre, saisissant avec ses griffes un ruban portant l'inscription « Union des Républiques arabes ». Le drapeau est le même que celui de l'Égypte et de la Libye, mais l'union effective de ces trois pays ne voit jamais réellement le jour du fait d'un désaccord dans les conditions précises de la fusion. Elle se sépare officiellement en mars 1977. |
| 1980-2024            |         | République arabe syrienne (régime Assad)                        | Le drapeau de la Syrie baasiste, choisi en 1980. Il reprend les couleurs du drapeau de l'ancienne République arabe unie. Le drapeau de 1972 a légèrement éclairci la couleur rouge. Il disparaît avec la chute du régime Assad le 8 décembre 2024. |
| depuis 2024          |         | République arabe syrienne (gouvernement de transition)          | Avec la victoire des rebelles le 8 décembre 2024, le drapeau de la république syrienne initiale est rétabli. |

## Mandat français en Syrie
Chacun des États du mandat français en Syrie dispose de son propre drapeau.

État d'Alep (1920-1925).
État de Damas (1920-1925).
État des Druzes (1921-1936).
État alaouite, puis Sandjak de Lattaquié (1925-1937).
République du Hatay (1937-1939).

## Révolution syrienne
À partir de fin 2011, les opposants au régime du parti Baas en place utilisent de plus en plus le premier drapeau de la Syrie indépendante, qui fut en usage de 1932 à 1958 et de 1961 à 1963. Il est adopté par le comité révolutionnaire de Homs et le Conseil national syrien comme le drapeau officiel de l'opposition le 4 novembre 2011. Ce phénomène est similaire à celui qui eut lieu lors de la guerre civile libyenne de 2011 et qui a conduit dans ce pays à l'adoption d'un nouveau drapeau national en août 2011. En 2024, avec la victoire des rebelles dans la guerre civile, le drapeau de la révolution est établi.
Il est hissé à l'ONU le 25 avril 2025 en présence du ministre des Affaires étrangères Assaad al-Chaibani.

Drapeau de la Syrie, utilisé de mars à fin 2011.
Drapeau de la révolution syrienne.